# Protéine de phase aiguë
Pour les articles homonymes, voir PPA.
Les protéines de phase aiguë (PPA) sont une classe de protéines synthétisées par le foie dont la production est stimulée ou inhibée en réponse à une inflammation. La réponse est appelée réaction de phase aiguë.

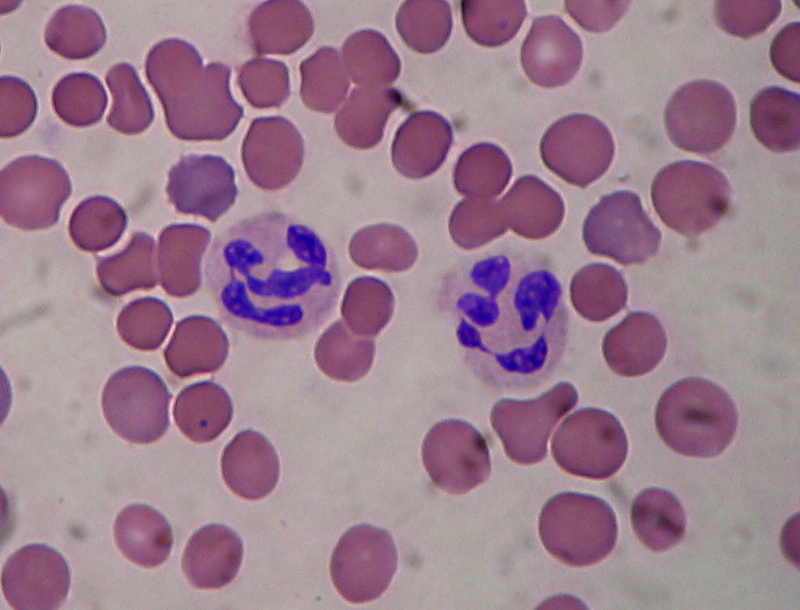
Cellules inflammatoires et érythrocytes

Les PPA sont dites positives, si leur concentration augmente lors d'une inflammation, notamment la Protéine C réactive, négative dans le cas contraire, par exemple l'albumine.
La mesure des protéines de phase aiguë est utile comme marqueur des inflammations en biologie clinique.

## Réponse à une inflammation
En réponse à l'attaque, les cellules inflammatoires locales (granulocytes neutrophiles et macrophages) sécrètent diverses cytokines dans la circulation sanguine, en particulier des interleukines IL-1, IL-6 et IL-8, et le TNF-α. Ces cytokines activent la production de PPA par le foie.
Les protéines de la phase aiguë comprennent la mannose binding protein (MBP), la C reactive-proteine (CRP), les facteurs du complément, les protéines de liaison au lipopolysaccharide, les inhibiteurs de réactifs oxygénés, le sérum amyloïde A, le sérum amyloïde P et l'haptoglobine.
L'augmentation de leur synthèse est déclenchée par les cytokines inflammatoires comme l'interleukine 1, l'interleukine 6, le facteur de nécrose tumorale, le facteur de croissance transformant et les interférons I produits par les macrophages et les monocytes,.
En fait, il existe deux catégories de protéines de la phase aiguë ; celles dont le taux augmente sont nommées les protéines positives de la phase aiguë, celles dont le taux baisse sont nommées les protéines négatives de la phase aiguë. En pratique clinique humaine et vétérinaire, les plus intéressantes sont les protéines positives de la phase aiguë.
Les trois protéines de la phase aiguë dont le taux varie le plus au cours d'une inflammation aiguë sont la protéine C réactive, le sérum amyloïde A et le sérum amyloïde P. La protéine C réactive et le sérum amyloïde A peuvent augmenter jusqu'à 100 fois leur concentration de base. La plupart des autres protéines de la phase aiguë augmentent de 2 à 10 fois leur concentration de base.

## Fonctions
Les protéines de la phase aiguë ont différentes fonctions :
- dans la protéolyse pour les protéases,
- dans la coagulation du sang pour le fibrinogène, la prothrombine,
- dans le système du complément pour C1, C2, etc.,
- en tant que protéines de transport pour l'haptoglobine et la céruléoplasmine,
- d'autres fonctions (voir détails ci-dessous) pour la protéine C réactive, la sérum amyloïde A, l'orosomucoïde et le sérum amyloïde P.

## Protéines de phase aiguë positives
| Protéine                  | Fonctions |
| ------------------------- | --- |
| protéine C-réactive (CRP) | Se fixe à la phosphocholine des parois bactériennes et favorise l'opsonisation                                                |
| sérum amyloïde A          | - Recrute les cellules immunitaires sur le site d'inflammation - recrute des enzymes qui dégradent la matrice extracellulaire |

- alpha 1-antitrypsine (α1-AT) ;
- alpha 1-antichymotrypsine (α1-AC, A1-AC, ou a1-ACT) ;
- alpha 2-macroglobulin (α2-MG) ;
- certains facteurs de coagulation (fibrinogène, prothrombine, facteur VIII, facteur von Willebrand, plasminogène) ;
- facteurs du complément ;
- ferritine.

### Protéine C réactive
La protéine C réactive est probablement une des protéines de la phase aiguë les plus utilisées en pratique médicale pour diagnostiquer une infection. La concentration sanguine normale est inférieure à 6 mg par litre (en fait, ce taux dépend des normes du laboratoire). En cas d'une infection bactérienne, son taux sanguin commence à s’élever et suit la gravité de l'infection. L'évolution du taux de protéine C réactive permet donc de suivre l'évolution de l'infection et de vérifier l'efficacité d'un traitement. Les infections bactériennes donnent des concentrations plus élevées que les infections virales. Mais toutes les infections ne donnent pas d'élévation de cette protéine, comme les infections urinaires localisées à la vessie ou les infections vaginales.
Une propriété majeure de la protéine C réactive est de se lier aux récepteurs de reconnaissance de motifs moléculaires calcium-dépendants permettant de fixer les pathogènes dont la membrane contient des phosphorylcholines entraînant l’activation du système du complément et le dépôt du facteur C3b du complément préparant l'opsonisation.

### Sérum amyloïde A
La sérum amyloïde A est une apolipoprotéine jouant un rôle essentiel chez tous les mammifères. Elle est impliquée dans le recrutement cellulaire des cellules de l'immunité innée et dans la production d'enzymes. Elle est retrouvée dans le lait maternel en cas de mastite.

### Sérum amyloïde P
Le composant amyloïde P de la pentraxine sérique ou sérum amyloïde P (SAP) est sécrété par le foie et se trouve dans le plasma à une concentration d'environ 30 mg/L. Son rôle est peu connu mais semble impliquer dans la protéolyse, l’hématose et l'activation du complément. Elle est aussi impliquée dans l’opsonisation.

### Haptoglobine
L'haptoglobine est principalement synthétisée par le foie. C'est une protéine plasmatique qui se lie avec l'hémoglobine des érythrocytes lors de la destruction de ceux-ci.

### Protéine de liaison de la mannose
La protéine de liaison de la mannose calcium-dépendante est la molécule la plus efficace pour l'opsonisation. Elle se lie non seulement à la mannose mais à beaucoup d'autres sucres présents dans les parois, permettant de se lier à un très grand nombre de bactéries Gram positif, bactéries Gram négatif, virus, levures ou parasites déclenchant la voie classique du système du complément.
Cette molécule appartient à la famille des collectines, qui ont la propriété de reconnaître les sucres des parois des organismes étrangers qui n'ont pas le terminal galactose acide sialique.

### Inhibiteur de réactif oxygéné
Le réactif oxygéné apparaît pendant la phagocytose des membranes de l'endosome des cellules phagocytaires avec la participation de la nicotinamide adénine dinucléotide phosphate oxydase des membranes cellulaires,.

#### Inhibiteurs de protéases
Dix pour cent des composants du plasma sont des inhibiteurs de protéases comme l'Alpha-2 macroglobuline.